# 阿杰拉
阿杰拉（Ajra），是印度马哈拉施特拉邦Kolhapur县的一个城镇。总人口14845（2001年）。

## 人口
该地2001年总人口14845人，其中男性7615人，女性7230人；0—6岁人口1800人，其中男961人，女839人；识字率75.12%，其中男性为80.63%，女性为69.32%。